# Bob van Schijndel
Bob van Schijndel (Amsterdam, 17 juli 1945) is een Nederlands homo-activist en politicus voor de PSP en GroenLinks.
Van Schijndel heeft een achtergrond in het onderwijs. Hij bezocht de kweekschool tussen 1961 en 1966. In 1967 werd hij lid van de PSP. Tussen 1967 en 1969 vervulde hij zijn vervangende dienstplicht, als dienstweigeraar, bij een inrichting voor bijzondere jeugdzorg in Vogelenzang. Daarna werkte hij als onderwijzer aan een openbare lagere school. Tussen 1968 en 1973 was hij voorzitter van de PSP afdeling in Haarlem. In 1971 werd hij daarnaast lid van het landelijk bestuur van de PSP. Hij zette zich in de PSP onder meer voor de gelijkberechting van homoseksuelen in en richtte de Rode Flikkers, PSP-homo's, op. Tussen 1973 en 1980 studeerde hij orthopedagogiek aan de Universiteit van Amsterdam, waarbij hij zich specialiseerde in de zorg voor geestelijk gehandicapten. Tussen 1973 en 1975 was hij bestuurslid van de PSP-afdeling Amsterdam-Zuid. Ook was hij lid van het bestuur van ASVA de Amsterdamse studentenvereniging tussen 1974 en 1977 en was hij oprichter en voorzitter van de actiegroep "Kies een Flikker in de Raad".
In 1980 werd hij lid van de Amsterdamse gemeenteraad voor de PSP, vanaf 1986 voor het Links Akkoord, een samenwerkingsverband tussen de PSP, de Communistische Partij Nederland en de Politieke Partij Radikalen. Als raadslid zette hij zich in voor homo's en prostituees. Vanaf 1983 zette hij zich in voor het Amsterdamse Homomonument, hij was onder andere bestuurder bij de Stichting Homomonument. Tussen 1983 en 1984 zat hij daarnaast in het bestuur van de stichting Schorer. In 1987 werd hij bestuurslid bij het Links Akkoord afdeling Amsterdam-binnenstad, dat zich in 1989 omvormde tot een GroenLinks afdeling. In 1990 verliet hij de gemeenteraad.
Tussen 1990-1993 was hij lid van de Partijraad van GroenLinks. In 1990 werkte hij als parttime beleidsmedewerker bij het COC in Amsterdam, hij hield zich bezig met aids-preventie, daarnaast was hij beleidsambtenaar emancipatie bij de Provinciale Griffie in Haarlem. Tussen 1994 en 1996 was hij voorlichter van de Gay Games. In 1995 werd hij lid van de Commissie gelijke behandeling, dat bleef tot 2001. Ook was hij oprichter en voorzitter van de homozwemvereniging Gay Swim Amsterdam op. In 1996 werd hij werkzaam als parttime docent aan de Bestuursacademie Randstand te Maarssen.
In 1999 werd hij verkozen tot Eerste Kamerlid voor GroenLinks. Hij hield zich als Eerste Kamerlid vooral bezig met volksgezondheid, welzijn en sport en politie. Als een van vijf principiële republikeinen van GroenLinks die meenden dat nooit een wetsvoorstel mocht worden gesteund waarmee het continueren van de monarchie werd bevorderd, stemde hij in 2001 tegen het huwelijk van prins Constantijn en Laurentien Brinkhorst. In 2003 verliet hij de Eerste Kamer. Van 2006 tot 2009 was hij lid van de deelraad van Amsterdam-Centrum. Van Schijndel is op dit moment ook actief in RozeLinks, een werkgroep van GroenLinks die zich inzet voor seksuele diversiteit en is hij lid van de initiatiefgroep voor een homomuseum.
- Parlement.com: vg09llkoqvz0